# نادي آياياوادي يونايتد
نادي آياياوادي يونايتد لكرة القدم هو نادي كرة قدم بورمي مقره هو ملعب باثين، في باثين، ميانمار. تأسس الفريق رسميا في عام 2009. ويلعب في ملعب ثوفونا في يانغون. وهو أحد أندية دوري ميانمار الوطني.